# KUH-1 수리온
KUH-1 수리온(KAI KUH-1 Surion)은 노후한 소형 공격 헬리콥터 500MD와 소형 기동 헬리콥터 UH-1H를 대체하기 위하여 유로콥터의 기술협력으로 대한민국이 한국형 헬리콥터 사업에 의해 개발된 첫 한국형 중형 기동헬리콥터이다. 수리온은 독수리의 '수리'와 100이란 뜻의 순 우리말 '온'의 합성어로 독수리의 용맹함과 국내 100% 제작을 뜻한다. 명칭은 2009년 4월 실시된 KUH 명칭 공모를 통해서 2009년 7월 최종 결정됐다.
대한민국에서 활용하기 위해 각종 파생형이 개발되었으나, 개발과정의 결함에 관한 논란 역시 존재한다.

## 역사
수리온은 대한민국 국군의 노후화된 UH-1, 500MD를 대체하기 위해 2006년 6월에 개발에 착수하였고, 2010년에 초도비행에 성공하였으며, 2012년부터 육군에 전력화 배치를 시작해 1차(24대), 2차(66대), 3차(72)에 더해 2020년 12월 28일 육군용 수리온 4차 양산 58대 (1조 500억원) 규모로 2024년까지 납품을 완료하게 될  4차 양산분까지 끝나면 육군 납품 수리온 헬기는 총 220대에 달하게 된다.  또한 수리온 계열헬기까지 더하면 의무후송항공대 8대, 해병대 30대, 경찰청 10대, 해양경찰청 3대, 소방안전본부 4대, 산림청 1대로  수리온 양산 대수는 총 276대가 될 예정이다.
에어버스 헬리콥터는 자사의 세계적인 베스트셀러 헬리콥터인 퓨마헬기(아에로스파시알 SA 330 퓌마)를 한국에는 수리온(초도비행 2010년 3월), 중국에는 유로콥터 EC175(초도비행 2009년 12월)으로 판매했다. 중국에서 생산된 버전은 Avicopter AC352라고 부르는데 초도비행을 2016년 12월에 했다. 에어버스 헬리콥터는 인도의 en:HAL Medium Lift Helicopter 사업에 또다시 퓨마헬기로 도전하고 있다.

## 엔진
8톤 수리온 수송헬기는 제너럴 일렉트릭 T700 시리즈 엔진 2개를 사용한다. 6톤 벨 AH-1W 슈퍼코브라 공격헬기, 8톤 벨 AH-1Z 바이퍼 공격헬기, 8톤 벨 UH-1Y 베놈 수송헬기, 10톤 NH90 수송헬기, 10톤 UH-60 블랙 호크 수송헬기, 10톤 AH-64 아파치 공격헬기도 제너럴 일렉트릭 T700 엔진 2개를 사용한다.

## 파생형

### 군용
- 육군 병력수송형
- 해병대 상륙기동헬기 (KAI 마린온기동형 30대), 해병대 무장형(KAI 마린온무장형 24대)
- 수리온 의무후송형
- 수리온 해상작전헬기
- 수리온 공군작전 헬리콥터

### 관·민수용

#### 수리온 경찰·해양경찰헬기

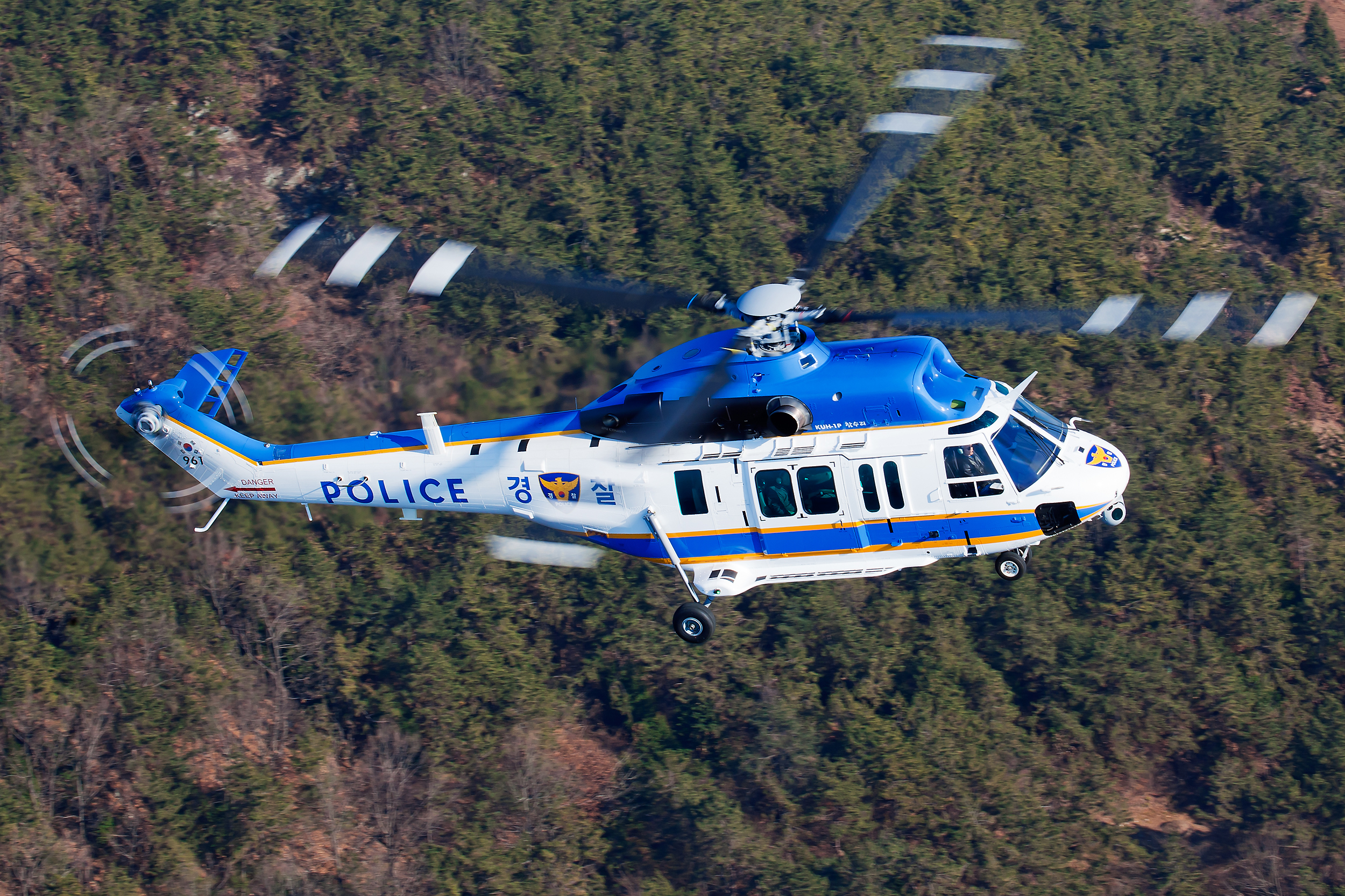
경찰용 참수리 헬기

경찰용으로 개발이 완료되어 2013년에 2대가, 2015년에 1대가 배치되어 운용중이며, 2017년과 2018년에 1대씩, 2020년에 3대, 총 8대가 배치되었다. 또한 해양경찰의 수색구조용으로 3대를 운용하고 있으며, 2024년까지 2대를 추가로 배치할 예정이다.

#### 수리온 산림청헬기
산림청 산림항공본부는 2017년 5월 31일에 노후화된 중소형 헬기 12대를 수리온으로 교체하겠다고 밝혔다. 산림청은 야간운항이 가능하고, 감사원이 지적한 결빙문제는 산림분야의 운행 특성상 문제가 되지 않는다고 판단해 도입을 추진하고 있다. 그러나 안전 수준에 미달하는 것은 분명하고, 산림청 장비도입심의위원회에서 구체적인 논의가 진행되어야 한다는 산림청 내부 관계자의 주장도 있다. 2018년 5월 19일에 1대 도입되어 운영되고 있다.
2024년 12월 산림청은 서울산림항공관리소에서 다목적 국산 헬기 수리온(KUHC-1) 취항식을 열고 2025년 부터 산불재난 현장에 본격 투입할 계획이라고 밝혔다. 산림청은 한국항공우주산업(KAI)과 498억 원 규모의 공급계약을 체결하고 서울산림항공관리소에 수리온 헬기 2대를 추가로 배치했다. 이에 따라 지난 2018년 도입한 1호기와 함께 모두 3대의 수리온 헬기가 산불재난 현장의 최일선에서 활약하게 된다. 이번에 신규 도입한 수리온 헬기는 다목적 헬기로 스마트 통합 항공전자 장비, 공중 충돌 방지 장비, 회전날개 결빙 방지 장치, 최신 야간영상 장비 및 고성능 적외선 카메라 등을 탑재해 야간 및 악조건 속에서도 효과적으로 산불을 진화할 수 있다.

#### 소방헬기
서울특별시 119특수구조단과 부산광역시 특수구조단, 강원도 특수구조단에서 요구한 '카테고리A'와 국토교통부의 표준 증명을 만족시키지 못해 입찰에서 배제되었다. 제주특별자치도 소방안전본부에서는 수리온을 배치하려고 시도하였으나, 빗물이 새는 등의 결함이 발견되어 도입에 관한 논의가 다시 이루어지고 있다. 경상남도의회에서는 중앙119구조본부 등에 요구한 '국산 헬기 우선 구매 대정부 건의안'에 있어서도 신중하지 못했다는 지적이 나왔다. 제주도소방안전본부는 언급된 문제점에 대한 안전성 점검을 진행하고 국토교통부의 특별감항인증을 받은 후 2018년 5월 23일에 배치되었다.
2024년 7월 말 강원특별자치도소방본부는 국산 대형헬기 수리온을 한국항공우주산업 KAI와 계약했다. 헬기 도입 추진 5년 만이다.  계약 금액은 329억 5,000만원. 담수능력 3,000리터급으로, 강원소방이 보유하고 있는 헬기에 비해 2배 많다. 현재 다른 지역에서 운행 중인 수리온은 담수량이 2,000리터로, '강원형 수리온'은 천 리터 정도 능력이 향상된 기종이다. 한국항공우주산업이 개발한 담수량 3,000리터급 수리온은 강원과 첫 계약이다. 특히 강원형 수리온은 항공기와 물탱크가 일체화된 대형 헬기로, 야간 시야 확보는 물론 자동 비행까지 가능하다. 강원형 수리온은 오는 2027년 7월 말에 환동해특수대응단에 배치된다.

## 문제점

### 로터
중형헬리콥터는 시이소오 식 설계가 필요한 반면, 쿠거헬기와 수리온 헬기에는 recharge rotor 라고 부르는 로터 설계 방식이 사용되었다.
이 로터설계 방식은 구형일 뿐더러 중형 헬리콥터에 사용될 경우 진동이 심해지는 등 신뢰성이 급격히 떨어진다. 때문에 이러한 로터 설계가 들어가는 헬리콥터 기종은 굉장히 제한적이다.

### 엔진-트랜스미션
수리온의 원형인 쿠거헬기 시리즈는 체급에 맞지 않는 로터 설계와 특유의 진동 문제로 유럽에서 고장이 잦았던 기체이다.
이 문제를 해결하지 못한 상태에서 엔진을 기존의 1589마력 엔진이 아닌 GE사의 T700엔진을 사용하면서 트랜스미션이 엔진의 동력을 전달하는 데에 무리가 있었고, 진동이 심해지면서 로터마스트와 베어링, 샤프트 부분이 진동으로 인한 피로파괴 위험성이 높아졌다.

### 연료탱크
Inlet particle separator 기술이 부족해 연료탱크를 바닥에 설치하게 되었고, 때문에 기체의 높이가 높아져 대원들이 하기할 때 부상 위험이 높으며 추락 시 폭발할 가능성이 매우 커지는 문제점을 낳게 되었다.

## 논란

### 부실 개발
수리온은 참여정부 시절 감사원이 중단시켰던 KMH 한국형다목적헬기를 노무현 정부가 계획하고 이명박 정부시절 진행되었던 KHP 한국형헬기사업의 결과물이다. 당시로서도 대체대상인 500MD와 UH-1H헬기의 노후화가 심각해서 개발기간은 6년밖에 주어지지 않았기 때문에 이 기간내에 제로베이스에서 새로운 헬기를 개발하는 것은 불가능했다. 따라서, 해외 협력업체인 에어버스 헬리콥터가 제공한 AS532를 한국화하는 방향으로 진행되었고 이마저도 부족해 6년안에 개발시험비행과 양산을 병행하는 무리수까지 두게 되었다. 그런데, 수리온의 AS532 한국화 과정에서 진행한 부품교체(프랑스제 엔진을 미제엔진으로 교체)와 설계/구조변경 때문에 기체진동과 방빙체계에 문제를 일으켰으며, 이를 완벽히 해소하지 못한채 조건부합격으로 군납이 승인되었고 60여대를 납품한 2017년 시점까지 여러차례 비행중지와 납품중지를 반복하고 있다.
이에 감사원은 2017년 7월 16일에 기체 설계 결함과 엔진 이상 등의 결함이 발견되었음에도 한국형헬기사업단과 방위사업청이 수리온을 전력화하였으며, 관계자를 서울중앙지방검찰청에 고발했다고 밝혔다. 방위사업청은 엔진 문제로 인한 수리온 불시착은 기체와 날개 등에 얼음이 생기는 것과는 별개라면서 감사원의 감사결과를 반박했지만, 감사원은 기체에 생긴 얼음을 방지하는 장치의 이상으로 납품이 중단되었던 점과 수리온 4호기의 추락사고의 원인이 엔진에 얼음이 생기지 않도록 하는 장치와 관련된 문제인 것을 감안하면 정당한 근거 없이 수리온을 납품한 것이라고 재반박했다.
또한 감사원은 수리온에 발생한 실금이 안전에 문제가 있을 수 있다고 지적하였고, 육군은 납품받은 60여대를 전수 조사하여 이중 6대에서 관련 증상을 확인, 수리온의 비행을 중단시켰다.

### 국토부 형식증명 미취득
수리온 개발은 국책사업으로 진행되었고 개발당시 민·군겸용 부품 개발 및 300여대라는 해외 수출목표까지 잡았음에도 수리온은 방위사업청의 군용 항공기 형식증명 획득 및 감항인증은 받았으나 국토교통부 및 국제공인 형식증명 및 표준감항증명을 받지 않고 개발되어 군과 경찰을 제외한 민수용 판매와 운용에 일부 제한이 따르게 됨이 2013년과 2015년에 민간 소방헬리콥터 입찰시 뒤늦게 부각되었고 이어 2016년도 서울소방 헬리콥터 구매 입찰공고에 이어 부산 소방 헬리콥터 구매 입찰공고 조건에서도 수리온 소방헬기의 입찰 참여는 원천적으로 배제된 실정이다. 국내에서의 민간용으로의 원칙적으로 운용이 불가능하며, 민수용의 해외수출도 어렵게 되었다. 2014년 국토교통부는 민수용으로 국내 제한범위 내에서 '특별감항증명' 발급으로 운용이 가능하다고 밝혔다.

## 제원
일반 특성 (기본형상)
- 조종사: 2명
- 수용인원:
  - 승무원 2명 + 완전군장 병력 9명
- 길이: 19.0 m (62.3 ft)
- 로터직경: 15.8 m (51.8 ft)
- 높이: 4.5 m (14.8 ft)
- 공허중량: 5,136 kg (11,324 lb)
- 연료량: 1,159 kg (2,556 lb)
- 유효하중: 3,572 kg (7,975 lb)
- 최대이륙중량: 8,709 kg (19,200 lb)
- 엔진: 2 × 한화테크윈 T700/701K (T700-GE-701C 개량형) 터보샤프트, 1,915 shp 최대

성능 (기본형상, 최대이륙중량)
- 최대수평속도 : 279 km/h (151 kts)
- 최대항속거리속도: 251 km/h (135Kts)
- 최대항속거리: 775 km (419 마일) - 보조연료탱크 장착
- 운용고도(Service Ceiling): 4,590 m (15,060 ft)

무장
- 2 x K-12 7.62mm 기관총

항전/생존 장비
- GARMIN G5000H Avionics Suite (수출형)
- GPS, INS, Radar, Digital Map, FLIR(EO/IR), TCAS II, HTAWS, ELT, AIS, HUMS, IRS, EWC, MWR, LWR, RWR, CMDS, OBIGGS 등

## 같이 보기
- 다목적 헬리콥터
- 유로콥터 쿠거
- IAR-330
- 한국형 헬기 사업
- 한국형 공격헬기 사업
- ka-32
- T625 괴크비(영어판) - 튀르키예항공우주산업(TAI)에 의해 개발하고 있는 다용도 수송 헬기